# La niebla (novela de Stephen King)
La niebla es una novela de terror escrita por el autor Stephen King, en la que la pequeña ciudad de Bridgton, Maine se ve envuelta de pronto en una niebla que oculta monstruos de otro mundo. Fue publicada por primera vez como la primera y más larga historia de la colección Dark Forces, que incluye historias de varios autores. Una versión algo editada se incluyó en Skeleton Crew: ocupa las primeras 134 páginas del libro. Con motivo de su adaptación cinematográfica en 2007, la novela se volvió a publicar.

## Trama
La mañana después de una violenta tormenta eléctrica, una niebla espesa se propaga rápidamente por la pequeña ciudad de Bridgton, Maine, reduciendo la visibilidad y provocando la aparición de numerosas criaturas ocultas que atacan a cualquier persona que se encontraba en su casa.
La mayor parte de la historia detalla la situación de un gran grupo de personas que se ven atrapadas mientras están de compras en un supermercado. Junto a ellos está el artista comercial David Drayton (el narrador), el hijo de David, y su vecino, Brent Norton, que les acompañó después de que un árbol destrozara el coche de Brent. Entre otros atrapados en el supermercado está una joven llamada Amanda Dumfries y dos soldados de una instalación militar cercana, hogar de lo que se refieren como "Proyecto de Punta de Flecha." Los dos soldados finalmente se suicidan dando cierta credibilidad a la teoría de que este Proyecto fue la fuente del desastre.
Poco después de que se desarrolle la niebla, algo apaga los generadores del supermercado. Cuando un joven trabajador llamado Norm sale para arreglar el problema, es devorado en la niebla por un enjambre de tentáculos. El asistente del gerente presencia la muerte de Norm y trata de convencer al resto de los supervivientes del peligro que hay afuera. Norton y un pequeño grupo de personas se niegan a creer esto, acusando de mentiroso a David. Se arriesgan a salir a la niebla para buscar ayuda, en donde son asesinados por una enorme criatura, junto con una incursión mortal en la tienda por una criatura parecida a un pterosaurio y una expedición desastrosa a la farmacia de al lado, lleva a la paranoia y al pánico al resto de los sobrevivientes. Este desglose conduce al poder a una fanática religiosa, la señora Carmody, que convence a la mayoría de los sobrevivientes que estos eventos cumplen la profecía bíblica del fin de los tiempos, y que se debe hacer un sacrificio humano para salvarlos de la ira de Dios.
David y Ollie intentan sacar a sus aliados en una salida encubierta del supermercado, pero son detenidos por la señora Carmody, quien ordena a sus seguidores que asesinen a sus víctimas elegidas: a Billy y Amanda. Sin embargo, Ollie, usando un revólver encontrado en la cartera de Amanda, asesina a la señora Carmody, causando que su congregación se disuelva. En el camino hacia el coche de David, Ollie es atravesado por la garra de un animal muy grande similar a una langosta gigante o a un cangrejo. David, Billy, Amanda y una maestra de escuela, Hilda Reppler llegan al coche y dejan Bridgton, conduciendo al sur durante horas con niebla. Después de encontrar refugio en la noche, David escucha una radio y, a través de la estática abrumadora, posiblemente escucha una palabra: "Hartford". Con esa pizca de esperanza, se prepara para conducir hacia un futuro incierto.

## Personajes
David DraytonEs el esposo de Stephanie, el padre de Billy. Un artista comercial exitoso, David es el narrador de la historia y uno de los pocos sobrevivientes cuando termina la historia.
Billy DraytonBilly es el hijo de cinco años de David. Es cuidado por su padre, David, durante su terrible experiencia en el supermercado. Billy se traumatiza con la experiencia, aunque David tiene éxito en proteger a su hijo de cualquier tipo de violencia.
Amanda DumfriesEs una joven mujer atrapada en el supermercado. Está casada, pero su esposo está ausente y le da una pistola para que se cuide. Ollie Weeks usa el revólver para matar a la señora Carmody. Amanda tiene un encuentro sexual con David y es una de las sobrevivientes de la historia.
Stephanie DraytonEs la esposa de David. David y Billy la dejan en su casa cuando van al supermercado. Ya que ella estaba trabajando afuera y una de las ventanas de su casa se rompió durante la tormenta. Tenía pocas posibilidades de sobrevivir a los monstruos pero su destino es desconocido.
Brent NortonEs el vecino de David Drayton, que se niega a creer lo que está pasando. Antes de la historia, tuvo una disputa con Drayton, creando una relación amarga entre ellos. Su esposa murió unos meses antes de los eventos de la historia. Sale con un grupo pequeño de personas que no creen en lo que está pasando. Si es o no asesinado por las criaturas es desconocido.
Ollie WeeksEs el subgerente del supermercado. Es uno de los sobrevivientes más cuerdos, aceptando la verdad sobre la niebla y tratando de mantener la calma a los sobrevivientes. Es parte de la expedición a la farmacia y sobrevive. Asesina a la señora Carmody para prevenir el sacrificio de Billy y Amanda, pero es asesinado minutos después durante el intento de escape por un monstruo que le rasga por la mitad con una de sus garras.
Señora CarmodyUna mujer mayor con una reputación como bruja y con una creencia extrema de que Dios está sediento de sangre. Ella comienza la historia y finalmente convence a una gran parte de los sobrevivientes que se debe hacer un sacrificio humano para eliminar la niebla. Es asesinada cuando Ollie le dispara en el abdomen después de que intentara matar a Billy y Amanda.
Bud BrownEs el gerente de la tienda que mantiene un relativo grado de cordura, como dice Drayton, asumiendo el papel del "Protector de la tienda." No se une al intento de fuga final y su destino es incierto.
Mike HatlenUn concejal de la ciudad, Mike se convierte en uno de los líderes en el supermercado. Es asesinado durante la expedición a la farmacia.
SallyUna empleada en el supermercado que trabaja para Bud Brown. Es mencionada solo un par de veces.
Dan MillerEs un "extranjero de la ciudad" que es dueño de una casa de verano en el área, Dan también se convierte en un líder en el supermercado. Es asesinado por una criatura en la niebla durante la expedición a la farmacia.
Hattie TurmanUna mujer de mediana edad, cuida a Billy en los momentos en que David está ocupado. Es asesinada en la niebla durante el escape final.
Hilda RepplerUna maestra anciana pero competente, la señora Reppler demuestra ser una de las más capaces de los que están atrapados en el supermercado, usando latas de veneno como armas contra las criaturas. Ella odiaba a la señora Carmody y se negó a unirse a su grupo. Después de todo lo que pasó, la señora Reppler fue confiada en el escape final. Sobrevivió y se quedó con David, Billy y Amanda.
NormUn joven de 18 años empleado del supermercado, va a comprobar el generador. Es asesinado por una criatura invisible con varios tentáculos.
Jim GronEs uno de los dos hombres que envía a Norm a su muerte. Consumido por la culpa, bebe mucho. Luego es asesinado por un depredador invisible durante la expedición a la farmacia.
Myron LaFleurAmigo de Jim Grondin, que también contribuyó en la muerte de Norm. Se convierte en uno de los seguidores de la señora Carmody. Cuando la señora Carmody muere, se horroriza y huye. Su destino es incierto.
Ambrose CornellEs un hombre mayor que decide irse con el grupo en el escape final, pero regresa al supermercado después de ver a Ollie y Hattie siendo asesinados por los monstruos. Su destino es incierto.
Buddy EagletonEs un empleado de Brown. Es asesinado durante la expedición a la farmacia.
Señor McVeyEl carnicero de la tienda, que cocina para los sobrevivientes, luego se convierte en un seguidor de la señora Carmody e intenta asesinar a Billy y Amanda, pero la muerte de la señora Carmody lo impide hacerlo.
Tom SmalleyUn sobreviviente dentro del supermercado que tiene la mala suerte de estar bajo la ventana donde entra una criatura, que procede a matarlo.

## Influencias
King dice que se inspiró en La niebla en una experiencia de la vida real. Si bien no hubo extrañas criaturas, una tormenta masiva muy parecida a la que aparece en la historia ocurrió donde él vivía. El día después de la tormenta, King fue al supermercado local con su hijo. Mientras buscaba panecillos de perrito caliente, se imaginó un "reptil volador prehistórico". Para cuando hicieron la fila para pagar las compras, King ya tenía la base de su historia: supervivientes atrapados en un supermercado rodeados de criaturas desconocidas. 
Mientras se experimenta el clima primaveral que precede a la tormenta, algunos personajes hacen referencia a la gran ventisca que hubo en 1888, que devastó gran parte del noreste de Estados Unidos. 
King, un admirador del trabajo de Lovecraft, a menudo incorpora ciertos elementos de Lovecraft en sus historias, King incorpora el horror amorfo de Lovecraft con la inexplicable aparición de criaturas horribles que atormentan a los personajes principales en la historia, pero más pronunciadamente en la descripción de las propias criaturas.[cita requerida]

## Conexiones a otros trabajos
En el segundo número de la serie de La Torre Oscura: el nacimiento del pistolero, la prosa al final del libro detalla eventos similares a los que ocurren en La niebla. En la historia, un terremoto (causado por un intento de derribar la Torre Oscura) divide la Tierra, y desde dentro se eleva una niebla habitada por criaturas oscuras que han escapado al mundo real. Este fenómeno, se asemeja a la niebla de la novela.
Las criaturas que habitan el espacio "exotránsito" en la serie de La Torre Oscura se asemejan a aquellas de La niebla, lo que podría significar que el Proyecto Punta de Flecha abrió una puerta en el espacio "exotránsito."[cita requerida]

## Influencias en otros medios

### Cine y televisión
- Una adaptación de la novela, también titulada The Mist (2007), fue dirigida por Frank Darabont y protagonizada por Thomas Jane.
- Una serie de televisión con el mismo nombre de el libro que fue dirigida por Guy J. Louthan y Amanda Segel y difundida por Spike TVl

### Juegos
- En 1985, Mindscape lanzó un juego interactivo basado en la novela.[2]
- Ambos juegos, Legend of Legaia (1998) y Final Fantasy IX (2000, lanzado en 2010) tienen el mecanismo de una niebla que trae monstruos, o en otro caso, los hace locos y enemigos de los seres humanos.
- Los creadores de la serie de videojuegos Half-Life, que también trata con criaturas de dimensiones paralelas, han enlistado a La niebla como influencia para la trama del juego. El primer juego de la serie originalmente iba a ser llamado Quiver, como una referencia a la base de Punta de Flecha de La niebla.[3][4]
- El escenario del juego Silent Hill fue inspirado por La niebla [cita requerida]. Incluía el pterosaurio como un enemigo en el juego.

### Publicaciones
- La adaptación de la película hace referencia en la novela de King La cúpula.

### Televisión
- La serie Tokusatsu, Ultraman Tiga (1996) cuenta con un episodio titulado "La niebla", que usa una trama basada en la historia, con un personaje incluso aludiendo a sus similitudes a una "historia que una vez escuchó."
- El episodio "Monster in the Mist" del programa Fanboy & Chum Chum, se trata de los personajes principales como también dos empleados encerrados en una tienda rodeada de una espesa niebla, temiendo de un monstruo que está afuera. Se hacen varias referencias a la película, incluyendo con alguien saliendo con una cuerda atada a su cintura.